# Marange-Zondrange
Marange-Zondrange – miejscowość i gmina we Francji, w regionie Grand Est, w departamencie Mozela.
Według danych na rok 1990 gminę zamieszkiwało 279 osób, a gęstość zaludnienia wynosiła 34 osoby/km² (wśród 2335 gmin Lotaryngii Marange-Zondrange plasuje się na 770. miejscu pod względem liczby ludności, natomiast pod względem powierzchni na miejscu 731.).